# Glenavon F.C.
Glenavon Football Club – klub piłkarski z Irlandii Północnej z siedzibą w mieście Lurgan.

## Osiągnięcia
- Mistrz Irlandii Północnej (3): 1951/52, 1956/57, 1959/60
- Puchar Irlandii Północnej (Northern Irish Cup) (7): 1956/57, 1958/59, 1960/61, 1991/92, 1996/97, 2013/14, 2015/16
- Puchar Ligi (Irish Football League Cup): 1989/90

## Historia
Glenavon założony został już w 1889 roku. Jako pierwszy klub z hrabstwa Armagh zdobył mistrzostwo Irlandii Północnej (w sezonie 1951/1952). W sezonie 1956/1957 Glenavon zdobył podwójną koronę (czyli mistrzostwo i puchar). Podstawowymi graczami klubu w latach 50. byli Wilbur Cush i Jimmy Jones.
Ostatnim poważnym sukcesem klubu było wicemistrzostwo zdobyte w sezonie 2001/2002.
Motto klubu Glenavon: Be Just and Fear Not

## Skład na sezon 2013/2014
| Nr | Poz. | Piłkarz         |
| -- | ---- | --------------- |
| 1  | BR   | Andy Coleman    |
| 3  | OB   | Kyle Neill      |
| 4  | OB   | Eddie McCallion |
| 5  | OB   | William Murphy  |
| 6  | OB   | Kris Lindsay    |
| 7  | PO   | Andy Kilmartin  |
| 8  | NA   | Gary Hamilton   |
| 9  | NA   | Guy Bates       |
| 10 | NA   | Mark Farren     |
| 11 | NA   | David Rainey    |
| 12 | PO   | Mark Patton     |
| 15 | NA   | Robbie McDaid   |
| 17 | PO   | Andy McGrory    |

| Nr | Poz. | Piłkarz          |
| -- | ---- | ---------------- |
| 18 | BR   | John Connolly    |
| 20 | OB   | Rhys Marshall    |
| 21 | OB   | Gareth McKeown   |
| 22 | PO   | Samuel McIlveen  |
| 23 | PO   | Shane McCabe     |
| 24 | PO   | Ciarán Martyn    |
| 25 | PO   | Jordan Dane      |
| 27 | OB   | James Singleton  |
| 28 | PO   | Andrew Hoey      |
| 31 | PO   | Brian McCaul     |
| 33 | BR   | James McGrath    |
| 88 | NA   | Tiarnan Mulvenna |

## Europejskie puchary
Legenda do wszystkich tabel:
- Q – runda eliminacyjna, 1/16, 1/8, 1/4, 1/2 – odpowiednia faza rozgrywek, Grupa – runda grupowa, 1r gr – pierwsza runda grupowa, 2r gr – druga runda grupowa, F – finał, R – runda, PO – play-off
- k. – rzuty karne, los. – losowanie, Dogr. – dogrywka, w. – zasada bramek strzelonych na wyjeździe

| Sezon   | Rozgrywki                 | Runda | Przeciwnik             | Dom | Wyjazd | Ogólnie     |
| ------- | ------------------------- | ----- | ---------------------- | --- | ------ | ----------- |
| 1957/58 | Puchar Europy             | Q     | Aarhus GF              | 0–3 | 0–0    | 0–3         |
| 1960/61 | Puchar Europy             | Q     | Wismut Karl Marx Stadt | w/o | w/o    | w/o         |
| 1961/62 | Puchar Zdobywców Pucharów | Q     | Leicester City         | 1–4 | 1–3    | 2–7         |
| 1977/78 | Puchar UEFA               | 1R    | PSV Eindhoven          | 2–6 | 0–5    | 2–11        |
| 1979/80 | Puchar UEFA               | 1R    | Standard Liège         | 0–1 | 0–1    | 0–2         |
| 1988/89 | Puchar Zdobywców Pucharów | 1R    | Aarhus GF              | 1–4 | 1–3    | 2–7         |
| 1990/91 | Puchar UEFA               | 1R    | Girondins Bordeaux     | 0–0 | 0–2    | 0–2         |
| 1991/92 | Puchar Zdobywców Pucharów | 1R    | Ilves                  | 3–2 | 1–2    | 4–4, w.     |
| 1992/93 | Puchar Zdobywców Pucharów | 1R    | Royal Antwerp          | 1–1 | 1–1    | 2–2, k: 1–3 |
| 1995/96 | Puchar UEFA               | Q     | Hafnarfjarðar          | 0–0 | 1–0    | 1–0         |
| 1995/96 | Puchar UEFA               | 1R    | Werder Brema           | 0–2 | 0–5    | 0–7         |
| 1997/98 | Puchar Zdobywców Pucharów | Q     | Legia Warszawa         | 1–1 | 0–4    | 1–5         |
| 2000    | Puchar Intertoto          | 1R    | NK Slaven Belupo       | 1–1 | 0–3    | 1–4         |
| 2001/02 | Puchar UEFA               | Q     | Kilmarnock             | 0–1 | 0–1    | 0–2         |
| 2014/15 | Liga Europy               | 1Q    | Hafnarfjarðar          | 0–3 | 2–3    | 2–6         |
| 2015/16 | Liga Europy               | 1Q    | Szachcior Soligorsk    | 1–2 | 0–3    | 1–5         |
| 2016/17 | Liga Europy               | 1Q    | KR Reykjavik           | 1–2 | 0–6    | 1–8         |
| 2018/19 | Liga Europy               | 1Q    | Molde FK               | 2–1 | 1–5    | 3–6         |